# Jaked
Jaked est une société italienne spécialisée dans la confection de combinaisons de natation. Deux années après sa création, la marque fait l'actualité quand l'homologation de certaines de ses tenues suscite le débat.

## Histoire
La marque est créée en 2007 par Francesco Fabbrica en collaboration avec Luciano Cimmino, déjà propriétaire d'autres marques de vêtements. Le nom Jaked est construit d'après la première syllabe des deux fils de Fabbricca : Giacomo et Edoardo (en anglais Jack et Edward, d'où Jaked). Fin 2008, l'entreprise signe un contrat de partenariat avec la Fédération italienne.
En 2009, Jaked suscite la polémique sur l'utilisation des combinaisons de natation entamée l'année précédente. L'utilisation de la tenue J01 lors de plusieurs records du monde dont celui du 50 mètres nage libre alimente les critiques contre les combinaisons. Celles-ci s'appuient alors sur sa composition entièrement constituée de polyuréthane qui permettrait une meilleure flottabilité et un meilleur gainage. Auparavant, la marque enregistrait une demande croissante de combinaisons à l'occasion des championnats d'Espagne ou d'Italie.
Le 19 mai 2009, la Fédération internationale de natation ne valide pas la combinaison Jaked 01 de la marque italienne car celle-ci ne répond pas aux critères d'homologation nouvellement édictés. Toutefois, un mois plus tard, le 22 juin, la FINA fait marche arrière et intègre la J01 à la liste des tenues homologuées pour les Championnats du monde de natation 2009 organisés en Italie. À ce titre, certains médias évoquent une collusion d'intérêts entre certains officiels de la FINA et Jaked, ayant conduit à l'homologation de ses combinaisons tandis que des combinaisons similaires auraient été rejetées,.

## Modèles de combinaisons
- J01
- J03